# Chega

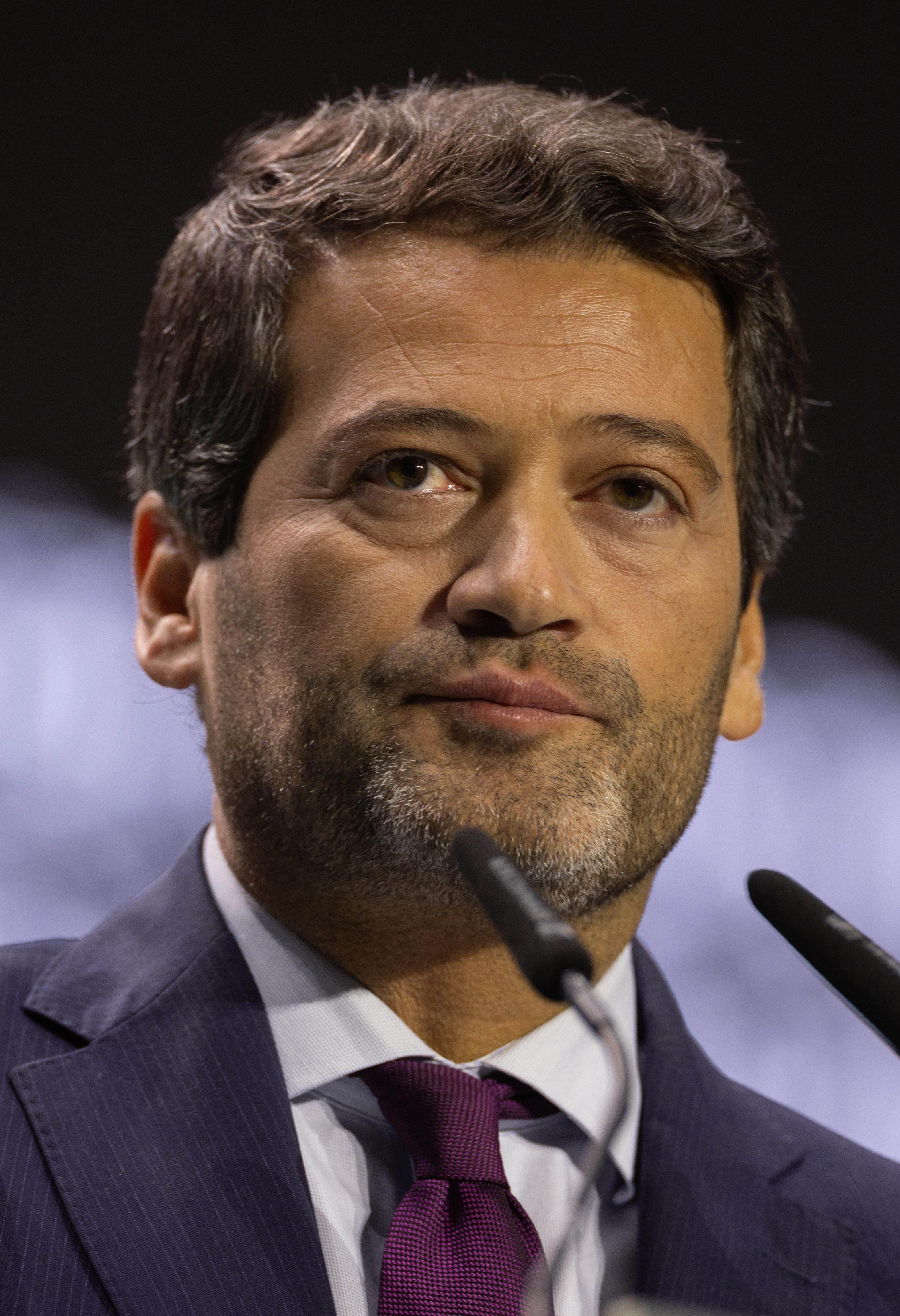
André Ventura, partiledare

Chega (portugisiska: CHEGA!, direktöversatt till svenska: nog!) är ett nationalkonservativt och högerpopulistiskt parti i Portugal bildat den 9 april 2019.
Partiet leds av André Ventura, som varit partiledare sedan partiets grundande.